# Liste d'architectes québécois
Voici une liste des architectes québécois :

## A
- Malaka Ackaoui
- J. E. Adamson[1]
- Raymond Affleck
- Louis-Auguste Amos
- John Smith Archibald
- Manon Asselin
- Jean-Paul Audet
- Louis-Napoléon Audet

## B
- Charles Baillairgé
- François Baillairgé
- Jean Baillairgé
- Thomas Baillairgé
- Claude Baillif (en)
- François-Xavier Berlinguet
- Henry Musgrave Blaiklock (en)
- André Blouin
- Victor Bourgeau
- Jean-Baptiste Bourgeois (aussi connu comme Louis-Joseph Bourgeois) (1856-1930)

## C
- Jules Caron
- Louis Caron (1847-1917), fondateur de la dynastie architecturale québécoise la famille Caron
- Louis Caron (1871-1926)
- Gaspard Chaussegros de Léry
- Raoul Chênevert
- René Charbonneau
- Henri Colombani
- Ernest Cormier
- Jacques Coutu
- Michel Cyr

## D
- Roger D'Astous
- Gabriel Desmeules
- Jean Dumontier
- Joseph-Cajetan Dufort
- Marius Dufresne
- Alexander Francis Dunlop

## F
- Harold Lea Fetherstonhaugh
- Édouard Fiset

## G
- Donat-Arthur Gascon
- Louis-Zéphirin Gauthier
- Amable Gauthier
- Pierre Gauvreau
- Julia Gersovitz
- Émile Gobet

## H
- Alexander Cowper Hutchison

## I
- Hal Ingberg

## J
- Hugh G. Jones

## K
- Maxwell M. Kalman (en)

## L
- Phyllis Lambert
- Alfred-Hector Lapierre
- Luc Laporte
- Frederick Lawford
- Jean-Claude Leclerc
- Lemay (entreprise)
- René-Pamphile Lemay
- Alfred-Hector Lapierre
- Gaetan Le Borgne

## M
- Honoré MacDuff[2]
- Jean-Omer Marchand
- Edward Maxwell
- William Sutherland Maxwell
- Harry Mayerovitch

## N
- Percy Erskine Nobbs

## O
- James O'Donnell
- John Ostell
- David Ouellet[3]

## P
- Papineau Gérin-Lajoie Le Blanc
- Louis Parant
- Eugène Payette
- Joseph-Ferdinand Peachy
- Henri-Maurice Perrault
- Maurice Perrault
- Joseph Léon Pinsonnault

## Q
- Louis-Amable Quévillon

## R
- Kenneth Guscotte Rea
- René Richer
- Ludger Robitaille

## S
- Saucier + Perrotte Architectes
- Edward Black Staveley

## T
- Eugène-Étienne Taché
- Charles Reginald Tetley
- Frederick Gage Todd
- Tolchinsky et Goodz
- Paul-Olivier Trépanier

## V
- Joseph-Émile Vanier
- Joseph Venne
- Louis-Alphonse Venne
- Dalbé Viau

## W
- John Wells